# Las Palmas de Gran Canaria
Las Palmas (formalnie Las Palmas de Gran Canaria) – miasto w archipelagu i regionie Wyspy Kanaryjskie, w Hiszpanii, leżące nad Oceanem Atlantyckim. Jest największym miastem i stolicą wyspy Gran Canaria, prowincji Las Palmas oraz regionu Wysp Kanaryjskich (wraz z Santa Cruz de Tenerife). Jest ono położone na północnym wschodzie wyspy Gran Canaria.
Jest ósmym co do wielkości miastem Hiszpanii. Centrum administracyjne ma 381 223 mieszkańców na obszarze 100,55 km², natomiast zespół miejski ma 619 000 mieszkańców będąc także ósmym co do wielkości zespołem miejskim w Hiszpanii.
Miasto znajduje się w strefie klimatu subtropikalnego typu półpustynnego, z całorocznym okresem z letnimi temperaturami. Średnia roczna temperatura wynosi 24 °C w dzień i 18 °C w nocy.

## Zarys historyczny
Początki miasta Las Palmas sięgają roku 1478. 24 czerwca (w dzień Świętego Jana) Don Juan Rejón, hiszpański kapitan, rozpoczął podbój wyspy Gran Canaria. Podbój ten miał początek w miejscu ujścia wąwozu Guiniguada, gdzie obecnie znajduje się najstarsza dzielnica miasta Vegueta.
Walka o podbój ziem przedłużyła się do pięciu lat i pochłonęła wiele istnień ludzkich, przede wszystkim ze strony krajowców, którzy pozbawieni byli środków do walki jakimi dysponowało wojsko przysłane przez stronę hiszpańską. Zakończenie podboju miało miejsce w 1483 roku wraz z przyłączeniem wyspy do korony hiszpańskiej.
Ważność miasta rosła stopniowo, przekształciło się ono w centrum administracyjne i polityczne archipelagu Wysp Kanaryjskich. Ukonstytuowało się Biskupstwo Kanaryjskie, którego obecny zasięg pokrywa prowincję Las Palmas, w której skład wchodzą trzy wyspy Gran Canaria, Fuerteventura i Lanzarote.
W ciągu pierwszych wieków swojego istnienia miasto przekształciło się w aktywny punkt ekonomiczny, dzięki handlowi trzciną cukrową. W ciągu okresu świetności miało też miejsce wiele ataków pirackich, których pasmo ciągnęło się do XVIII wieku.
W październiku 1595 roku miastu udało się odeprzeć atak Anglików, jednak cztery lata później Holendrzy dokonali podpalenia miasta.
W wieku XIX powstał port i utworzono specjalną strefę ekonomiczną (strefą wolnocłową), co zaowocowało rozwojem transportu morskiego i ożywieniem handlu. Spowodowało to również rozwój turystyki, która jest obecnie głównym źródłem finansowym wysp. W roku 1890 powstał pierwszy hotel na wyspie, Hotel Santa Catalina, który w dalszym ciągu funkcjonuje i jest jednym z najbardziej prestiżowych hoteli miasta. W rozwoju turystyki pomogło również bardzo wybudowanie i oddanie do użytku w 1957 roku portu lotniczego, który jest obecnie główną bramą wjazdową wyspy.

## Klimat
Las Palmas znajduje się w strefie klimatu subtropikalnego typu półpustynnego, z całorocznym okresem letnim. Średnia roczna temperatura wynosi 24 °C w dzień i 18 °C w nocy. Według działu badawczego Thomasa Whitmore’a z Uniwersytetu Syracuse, Las Palmas jest miastem z najlepszym klimatem na świecie.
W najchłodniejszych miesiącach roku – styczniu i lutym, średnia temperatura wynosi wokół 21 °C w dzień i 15 °C w nocy. Opady śniegu, jak i mróz nigdy nie wystąpiły. Najcieplejszymi miesiącami roku są sierpień i wrzesień ze średnią temperaturą wokół 27 °C w dzień i 21 °C w nocy. Temperatury ≥30 °C występują rzadko. Temperatura jest tutaj stabilna, występują tu małe wahania temperatury, zarówno pomiędzy dniem a nocą oraz pomiędzy kolejnymi dniami.
Las Palmas ma tylko 20 dni deszczowych rocznie z opadami ≥1mm lub 33 dni deszczowe rocznie z opadami ≥0,1 mm, licząc od bezdeszczowego okresu od maja do sierpnia do 4 dni deszczowych w grudniu. Występuje tutaj ponad 2800 godzin czystej słonecznej pogody rocznie, od 180 h (średnio 5,8 godzin dziennie, prawie 6 razy więcej niż w Polsce) w grudniu do ponad 300 h (średnio 10 godzin czystego słońca na dobę) w lipcu i sierpniu. Temperatura wody w oceanie waha się od 19,1 °C w lutym i marcu do 23,4 °C we wrześniu i październiku.
| Miesiąc | Sty  | Lut  | Mar  | Kwi  | Maj  | Cze  | Lip  | Sie  | Wrz  | Paź  | Lis  | Gru  | Roczna |
| --- | ---- | ---- | ---- | ---- | ---- | ---- | ---- | ---- | ---- | ---- | ---- | ---- | ------ |
| Średnie temperatury w dzień [°C]                                                                                               | 20.8 | 21.2 | 22.3 | 22.6 | 23.6 | 25.3 | 26.9 | 27.5 | 27.2 | 26.2 | 24.2 | 22.2 | 24,2   |
| Średnie dobowe temperatury [°C]                                                                                                | 17.9 | 18.2 | 19.0 | 19.4 | 20.4 | 22.2 | 23.8 | 24.6 | 24.3 | 23.1 | 21.2 | 19.2 | 21,1   |
| Średnie temperatury w nocy [°C]                                                                                                | 15.0 | 15.0 | 15.7 | 16.2 | 17.3 | 19.2 | 20.8 | 21.6 | 21.4 | 20.1 | 18.1 | 16.2 | 18,0   |
| Opady [mm] | 25   | 24   | 12   | 6    | 1    | 0    | 0    | 0    | 9    | 16   | 22   | 31   | 151    |
| Średnia liczba dni z opadami                                                                                                   | 3.1  | 3.0  | 2.3  | 1.3  | 0.3  | 0.1  | 0.0  | 0.1  | 1.1  | 2.3  | 3.9  | 4.5  | 22,1   |
| Wilgotność [%] | 65   | 66   | 64   | 64   | 65   | 66   | 65   | 66   | 68   | 69   | 67   | 68   | 66     |
| Średnie usłonecznienie [h] | 184  | 191  | 229  | 228  | 272  | 284  | 308  | 300  | 242  | 220  | 185  | 179  | 2822   |
| Źródło: Agencia Estatal de Meteorología (liczba dni z opadami dla wartości 1 mm, wysokość 32 m n.p.m., nad oceanem, 1981-2010) |      |      |      |      |      |      |      |      |      |      |      |      |        |

| Sty  | Lut  | Mar  | Kwi  | Maj  | Cze  | Lip  | Sie  | Wrz  | Paź  | Lis  | Gru  | Rok  |
| ---- | ---- | ---- | ---- | ---- | ---- | ---- | ---- | ---- | ---- | ---- | ---- | ---- |
| 20,1 | 19,3 | 19,2 | 19,4 | 20,1 | 21,0 | 21,9 | 22,7 | 23,6 | 23,5 | 22,2 | 20,7 | 21,2 |

## Demografia
Las Palmas liczy 379 766 mieszkańców wewnątrz centrum administracyjnego na powierzchni 100,55 km² (2015). Według danych hiszpańskiego Ministerstwa Rozwoju tzw. Wielki Zespół Miejski Las Palmas (hiszp. Grande Área Urbana) ma 540 563 mieszkańców na powierzchni 260 km², oprócz centrum administracyjnego Las Palmas obejmuje sąsiadujące gminy Arucas, Telde i Santa Brigida. Na obszarze tym w latach 2001–2011 nastąpił wzrost ludności o 47 687 osób, co stanowi wzrost o 9,7%. Strefa miejska Las Palmas (ang. Urban Zone) ma 625 892, a funkcjonalny zespół miejski ma 636 103 mieszkańców według danych Eurostatu. Według danych PopulationData obszar miejski Las Palmas ma 684 318 mieszkańców. Na podstawie danych Demographia, zespół miejski liczy 619 000 mieszkańców. Obszar metropolitalny Las Palmas obejmuje prawie całą wyspę, z liczbą ludności wynoszącą 854 747 mieszkańców na podstawie danych Eurostatu.
Rozwój populacji centrum administracyjnego Las Palmas (1842-2010)

## Miasto

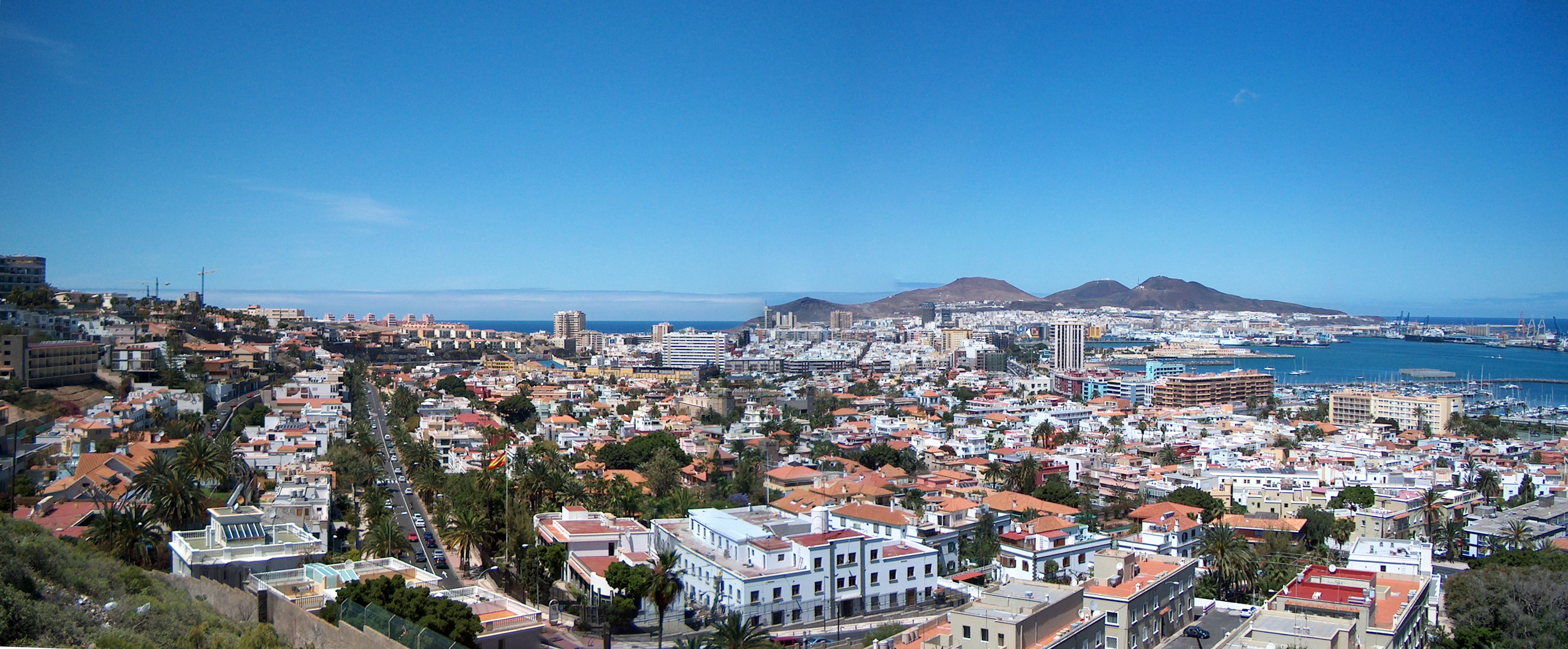
Panorama części miasta

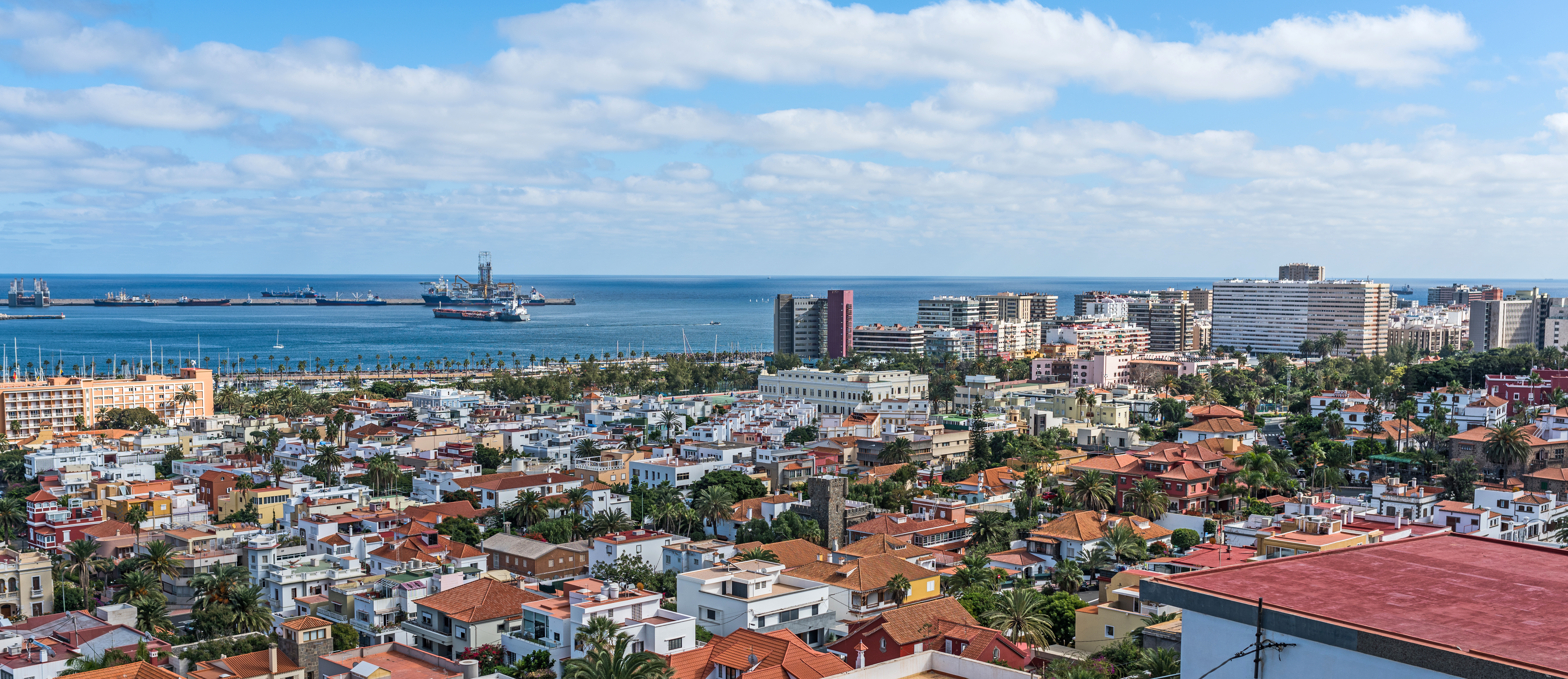
Panorama części miasta, widok w stronę oceanu

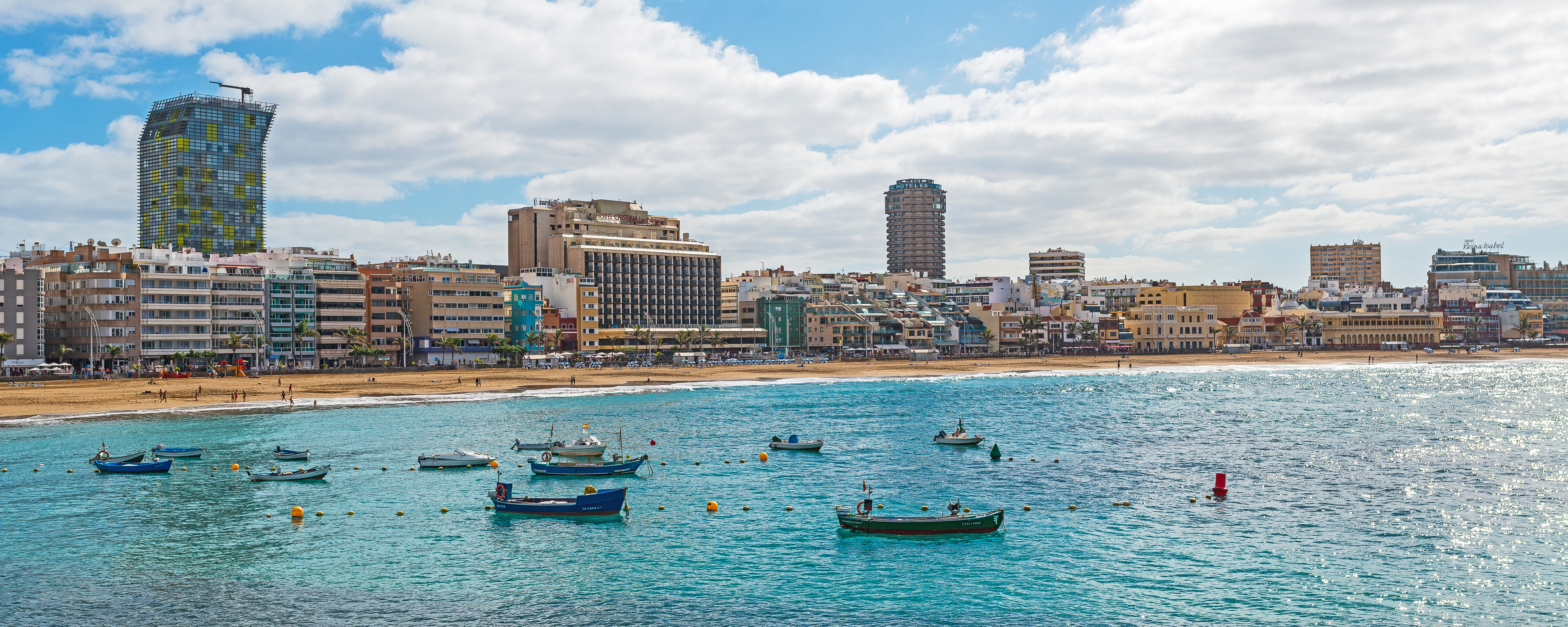
Plaża Las Canteras i panorama miasta od strony oceanu

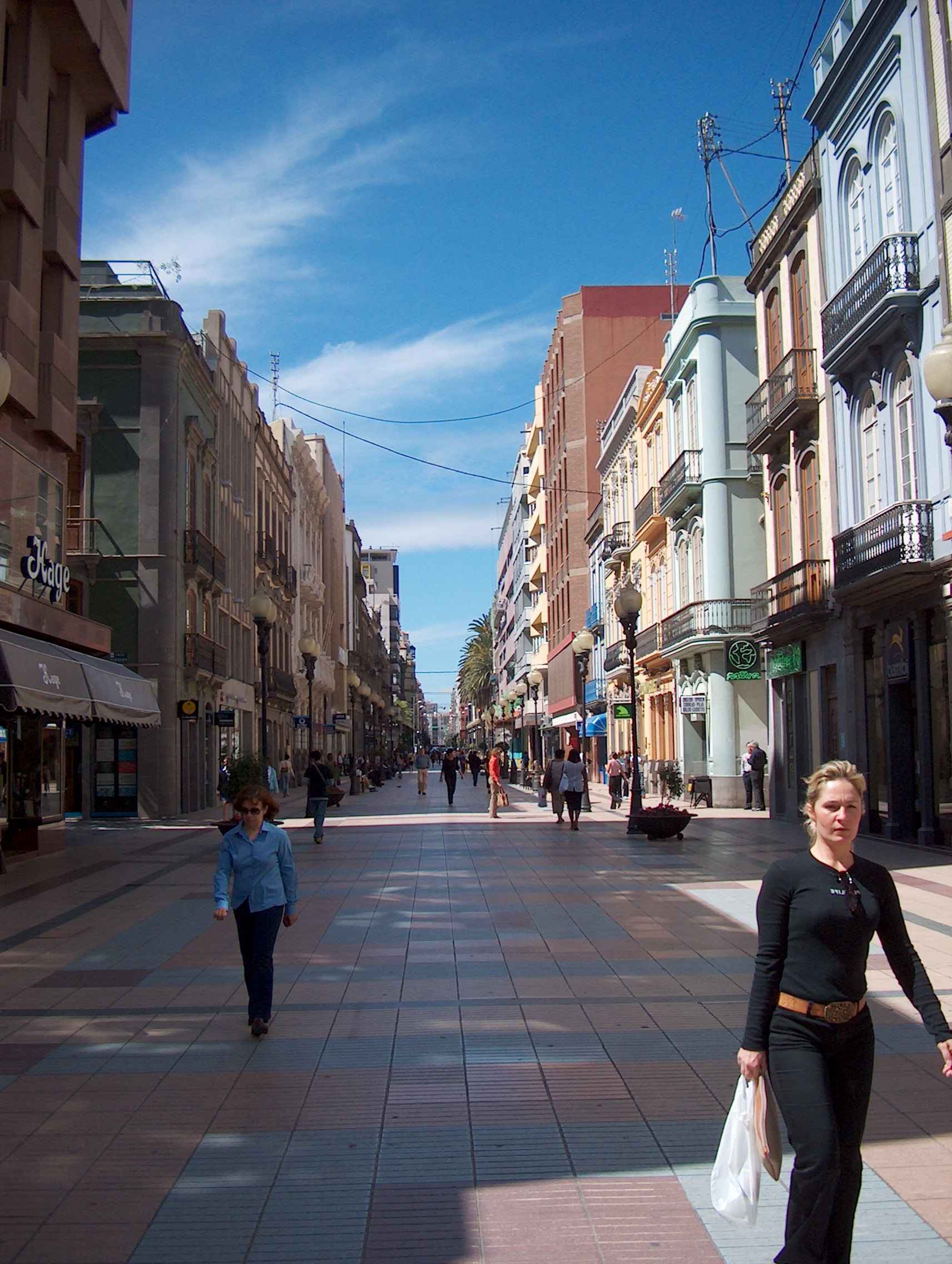
Calle Mayor de Triana, deptak w centrum miasta

### Vegueta
Vegueta jest historyczną dzielnicą miasta, wewnątrz której znaleźć możemy zabytkowe domy, Katedrę Świętej Anny, Pałac Episkopalny i Dom Kolumba, w którym rzekomo przebywał przez pewien czas Krzysztof Kolumb w drodze z Hiszpanii na zachód przez Antlantyk.
Katedra Świętej Anny jest uważana za jeden z najważniejszych zabytków Wysp Kanaryjskich. Jej budowę rozpoczęto w 1497 roku i oddano do użytku w roku 1570. W jej zaprojektowaniu wzięło udział wielu architektów, dzięki czemu odnaleźć w niej można wiele stylów architektonicznych. Posiada 13 kaplic.
Dom Kolumba składa się z kilku przyległych budynków położonych w centrum dzielnicy. Według przekazów Krzysztof Kolumb zatrzymał się tam w trakcie pierwszej ze swych podróży do Ameryki.
Kierując się w stronę północnej części miasta znajdziemy się na słynnej ulicy Mayor de Triana, wyłączonej z ruchu kołowego i posiadającej duże bogactwo architektoniczne i mnogość placówek handlowo-usługowych.

### Port
Pod tym określeniem znana jest strefa, która otacza port Port Las Palmas („Puerto de la Luz y de Las Palmas”). W strefie tej znaleźć możemy Park Santa Catalina, gdzie odbywają się największe imprezy świąteczne miasta (np. WOMAD) oraz doroczny karnawał w Las Palmas. Znajduje się tam również strefa handlowa „Mesa y López” z dużą liczbą sklepów i biur. Tuż obok położona jest plaża Las Canteras, stanowiąca prawdziwe serce miasta.
Plaża Las Canteras rozciąga się na długości 4 kilometrów od placu Puntilla aż do Audytorium Alfredo Kraus. Posiada rodzaj naturalnej bariery skalnej (pochodzenia wulkanicznego) rozciągającej się w odległości ok. 100 metrów od wybrzeża, która stanowi swoisty falochron łagodzący napływ fal.
W strefie tej znajdziemy także dzielnice takie jak La Isleta, Guanarteme i Las Alcaravaneras, gdzie znajduje się druga plaża miasta o tej samej nazwie – Las Alcaravaneras.

### Ciudad Jardín
Jest to dzielnica miasta znana jako najspokojniejsza strefa miasta. Uważa się ją za płuca miasta, gdyż znajduje się w niej wiele terenów zielonych, jak choćby Park Doramas, w którym odnaleźć można wiele różnorodnych okazów flory w postaci wielu drzew, krzewów i kwiatów.

## Kultura
Obiekty
- Teatro Pérez Galdós(inne języki), teatr
- Teatro Guiniguada(inne języki), teatr
- Auditorio Alfredo Kraus(inne języki), audytorium
- El Museo Canario(inne języki) (Muzeum Kanaryjskie), muzeum archeologiczne
- Museo y Parque Arqueológico Cueva Pintada(inne języki) (Muzeum i Park Archeologiczny Cueva Pintada), muzeum archeologiczne na przedmieściach
- Museo de Bellas Artes de Gran Canaria(inne języki), muzeum sztuk pięknych
- Centro Atlántico de Arte Moderno(inne języki), muzeum sztuki współczesnej
- Centro de Arte La Regenta(inne języki), muzeum sztuki współczesnej
- Museo Elder de la Ciencia y la Tecnología(inne języki), muzeum nauki i techniki
- Museo Néstor(inne języki), galeria sztuki Néstora
- Acuario Poema del Mar(inne języki), akwarium publiczne

Imprezy
- Festival Internacional de Cine de Las Palmas de Gran Canaria(inne języki), międzynarodowy festiwal filmowy
- WOMAD, festiwal muzyczny
- Karnawał w Las Palmas(inne języki), impreza karnawałowa

## Atrakcje turystyczne

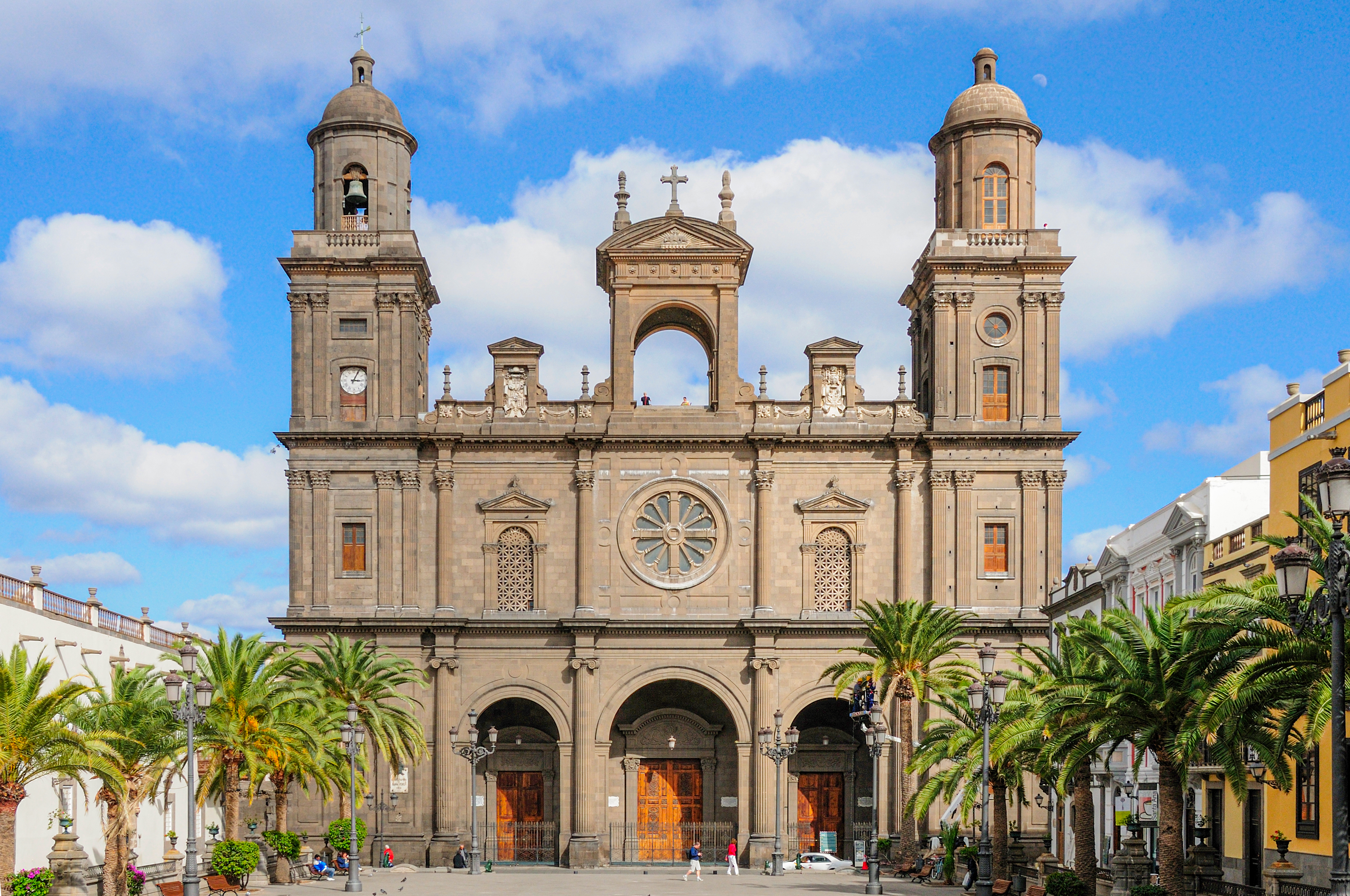
Katedra Kanaryjska(inne języki) z 1570 roku i plac Świętej Anny
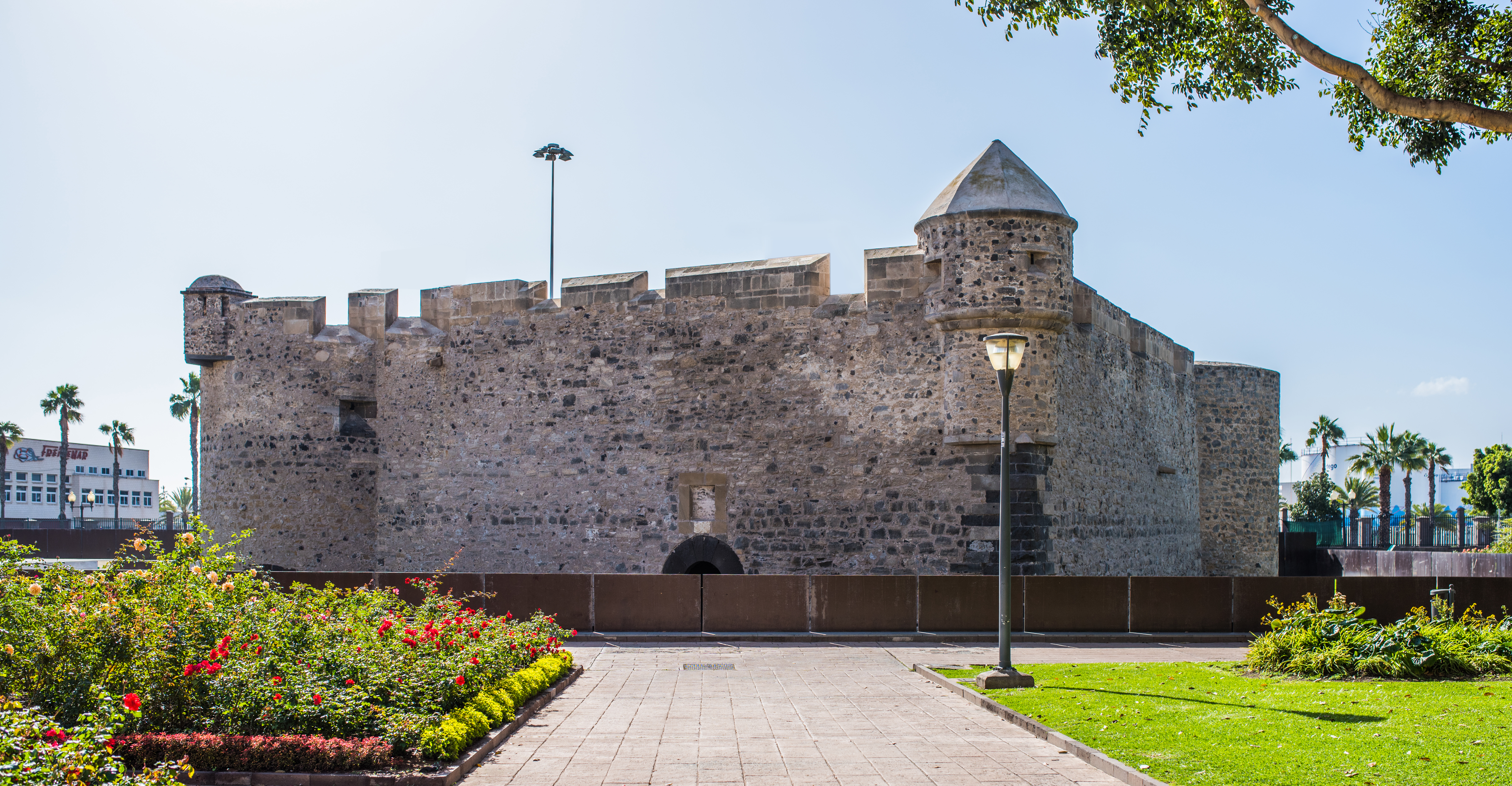
Castillo de La Luz(inne języki) (pol. Zamek Światła) z 1494 roku
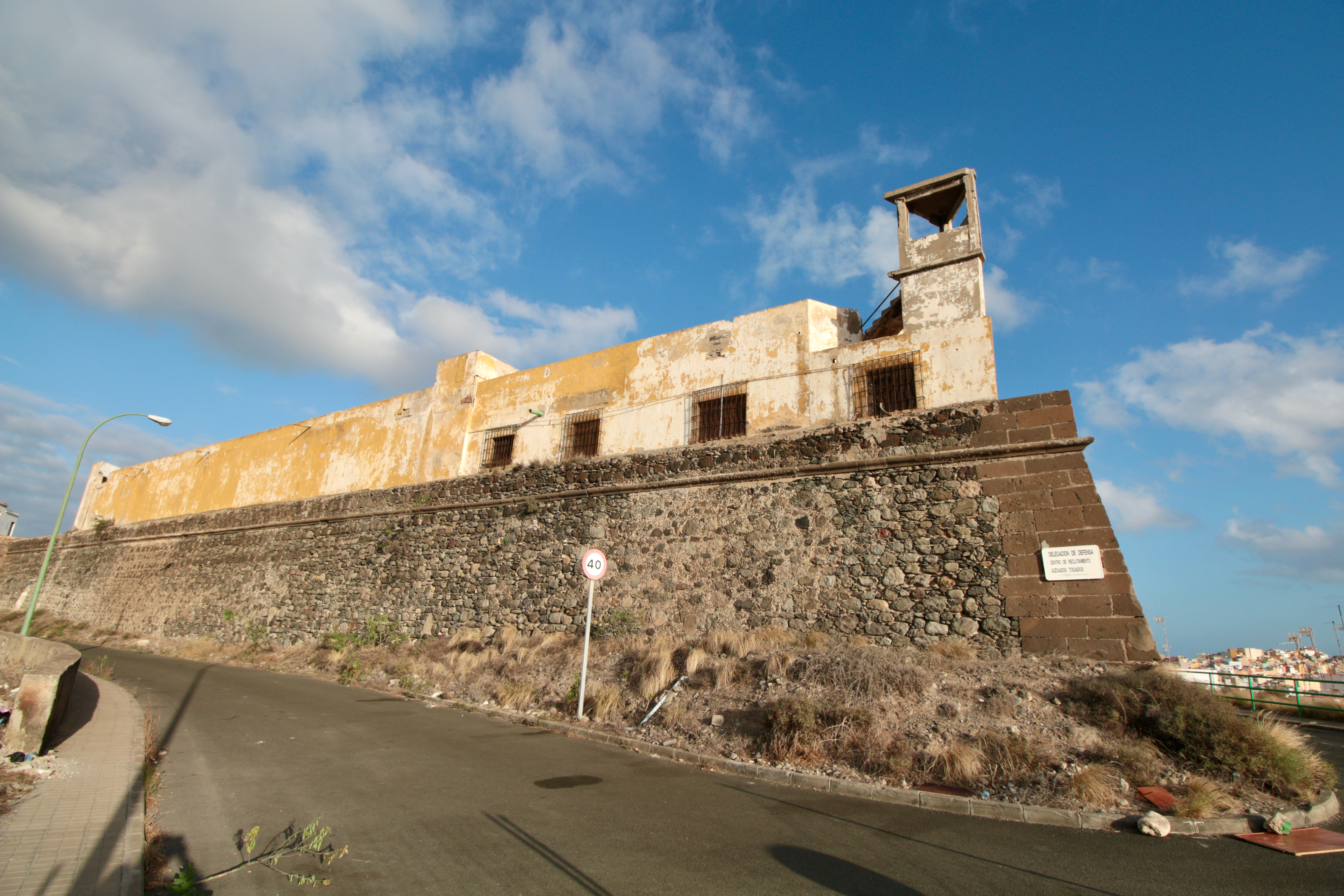
Castillo de San Francisco(inne języki) z 1625 roku, zrekonstruowany w 1780 roku
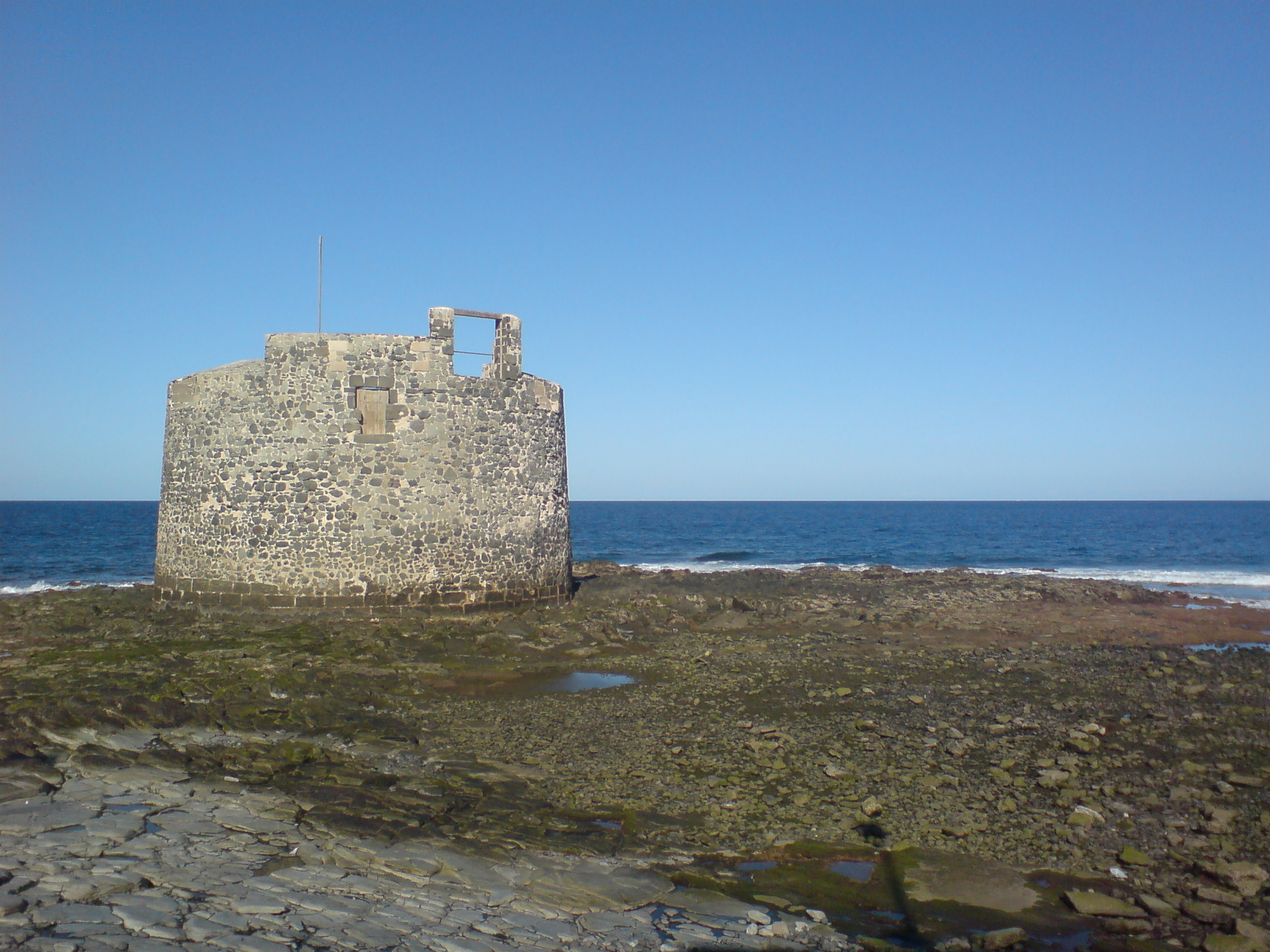
Torreón de San Pedro Mártir(inne języki) z XVI wieku
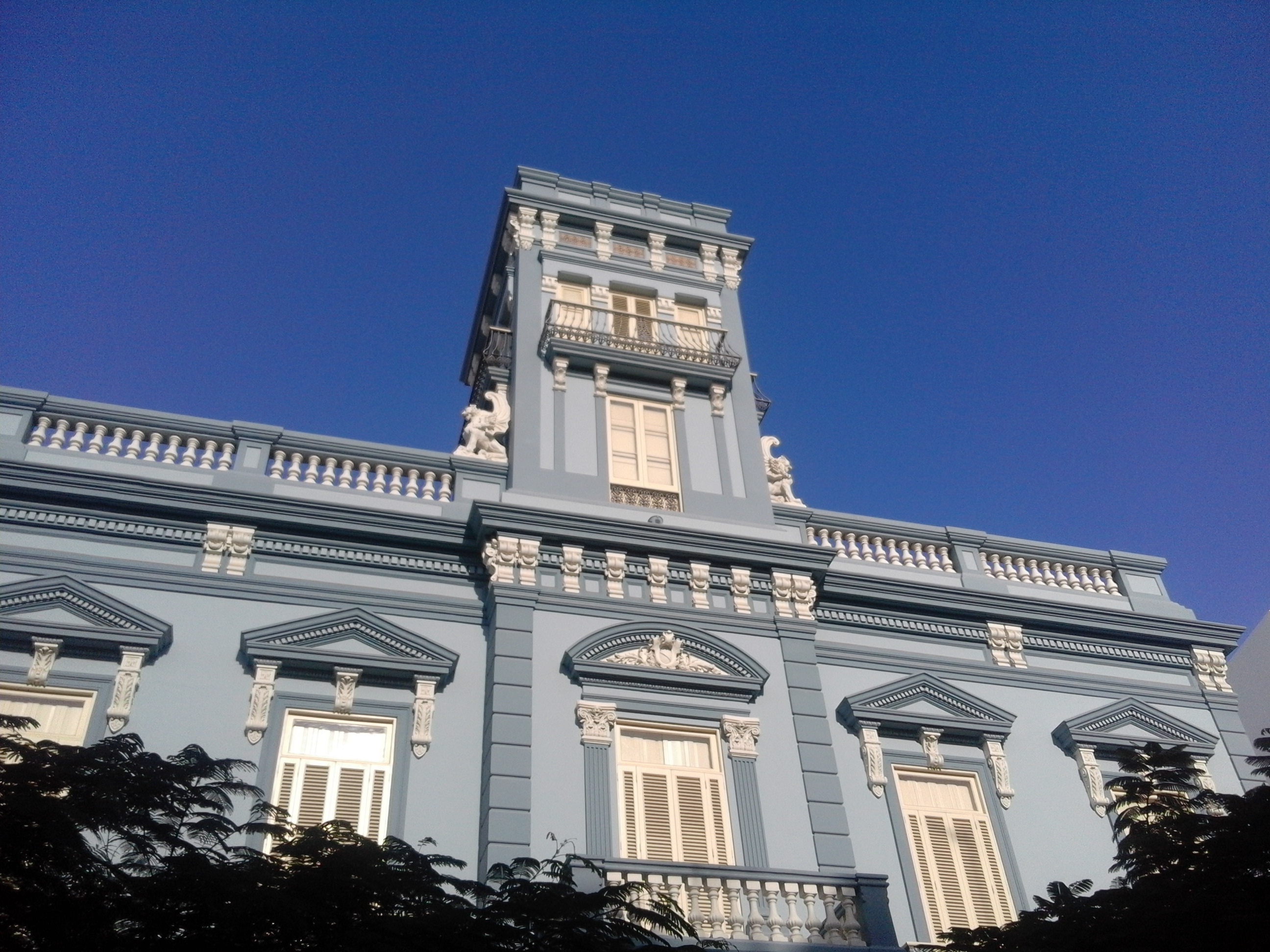
Palacete Rodríguez Quegles(inne języki), pałac z 1900 roku
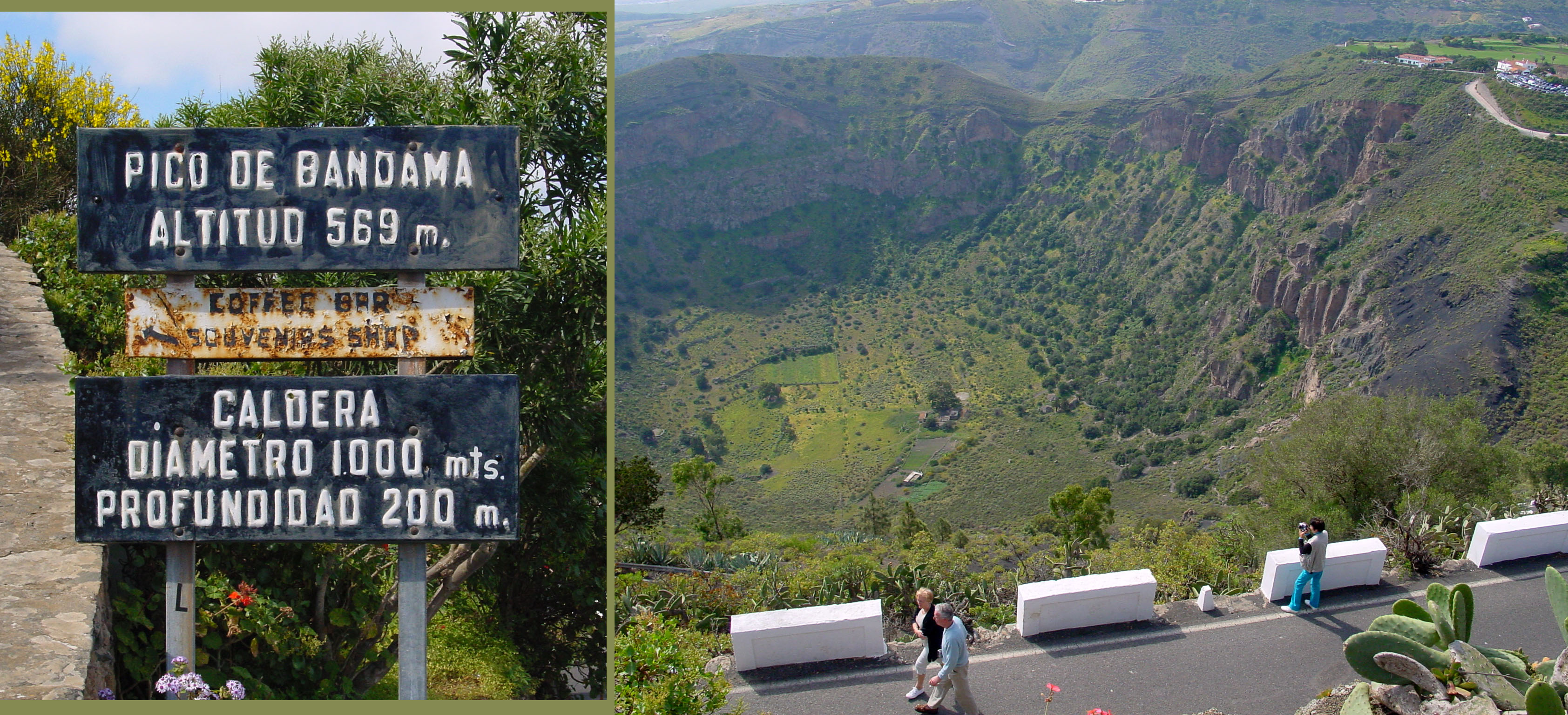
Caldera de Bandama(inne języki), krater o głębokości 569 m n.p.m.
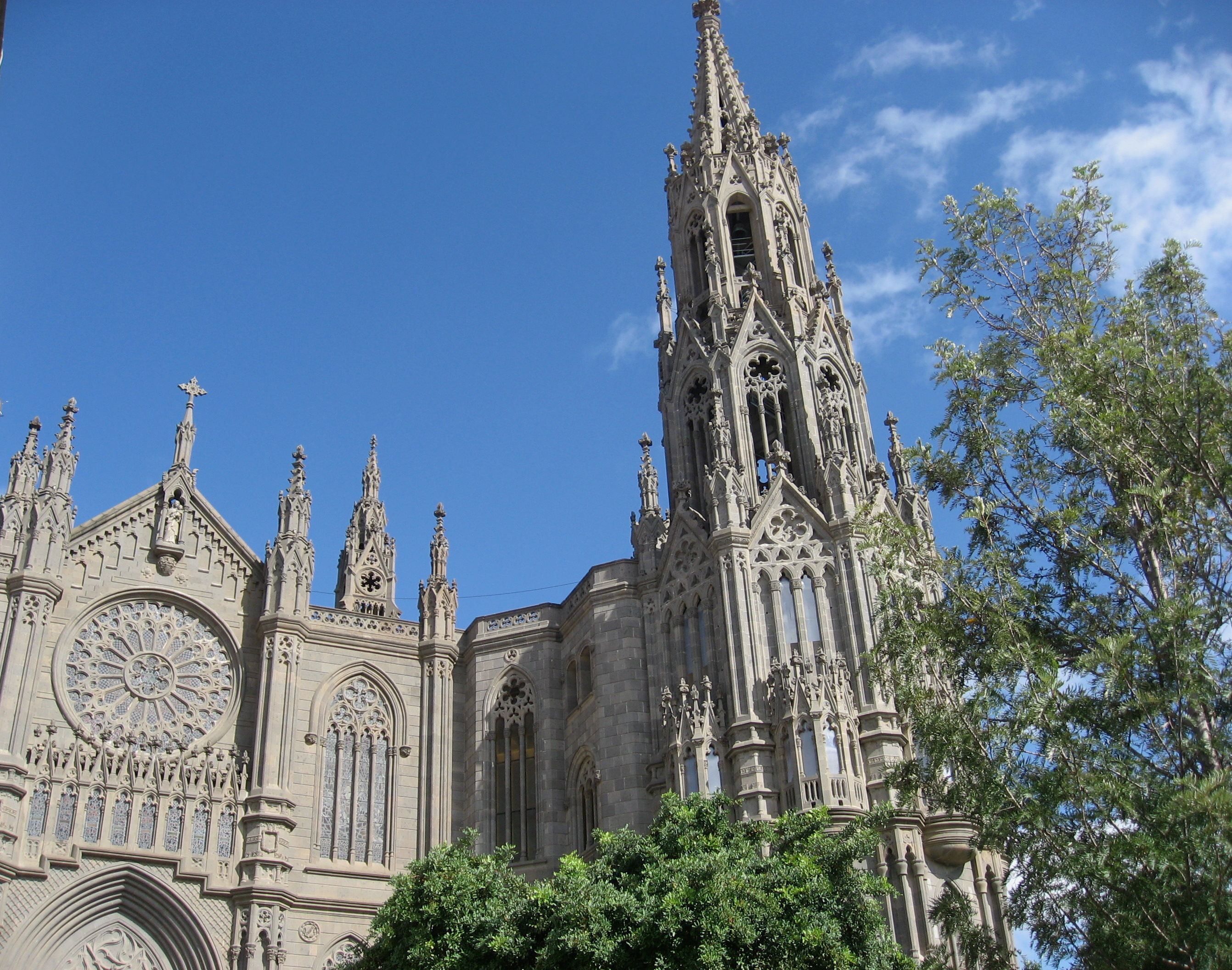
Iglesia Matriz de San Juan Bautista(inne języki), neogotycki kościół na przedmieściach
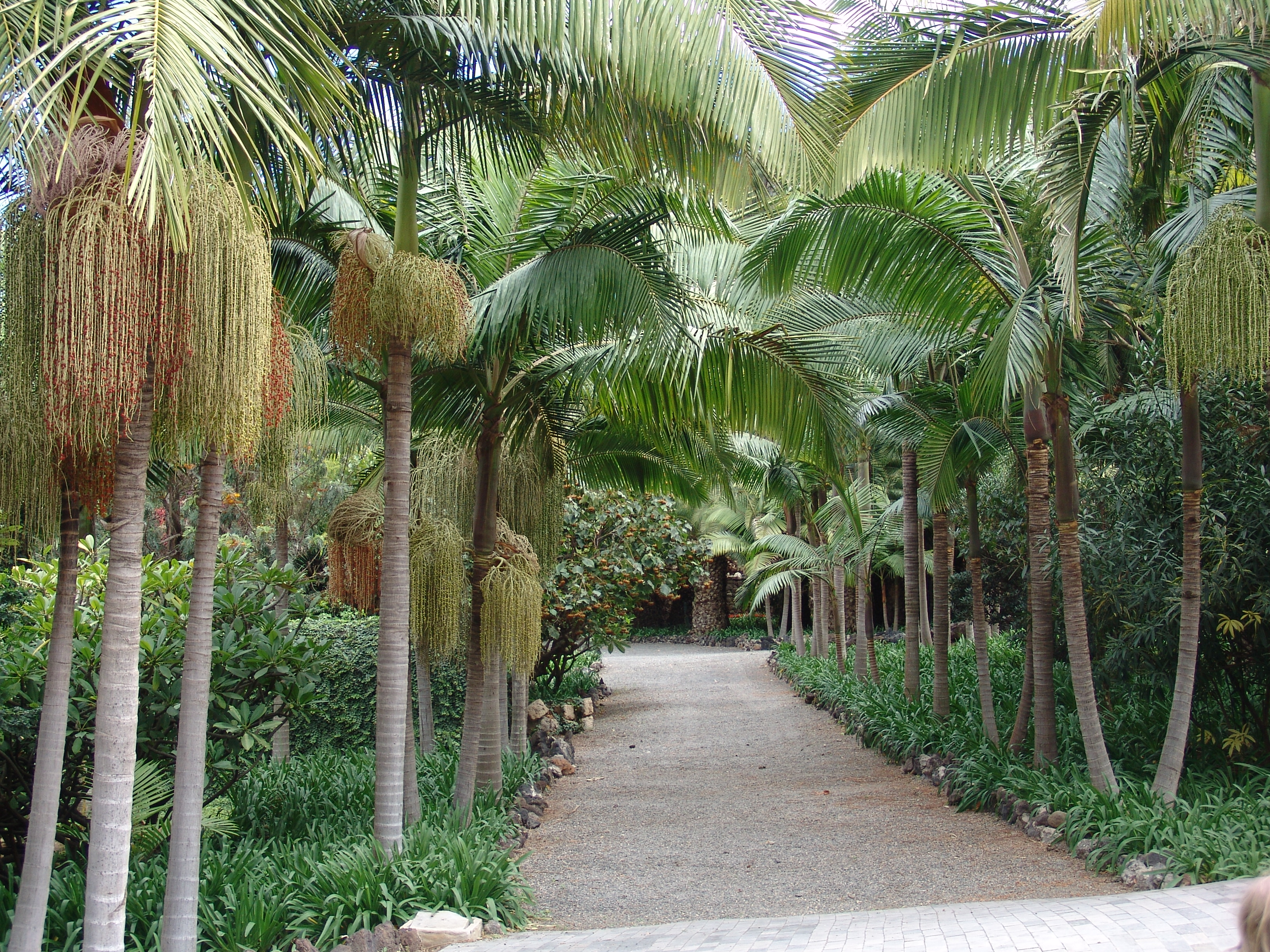
Ogród botaniczny Jardín de la Marquesa de Arucas
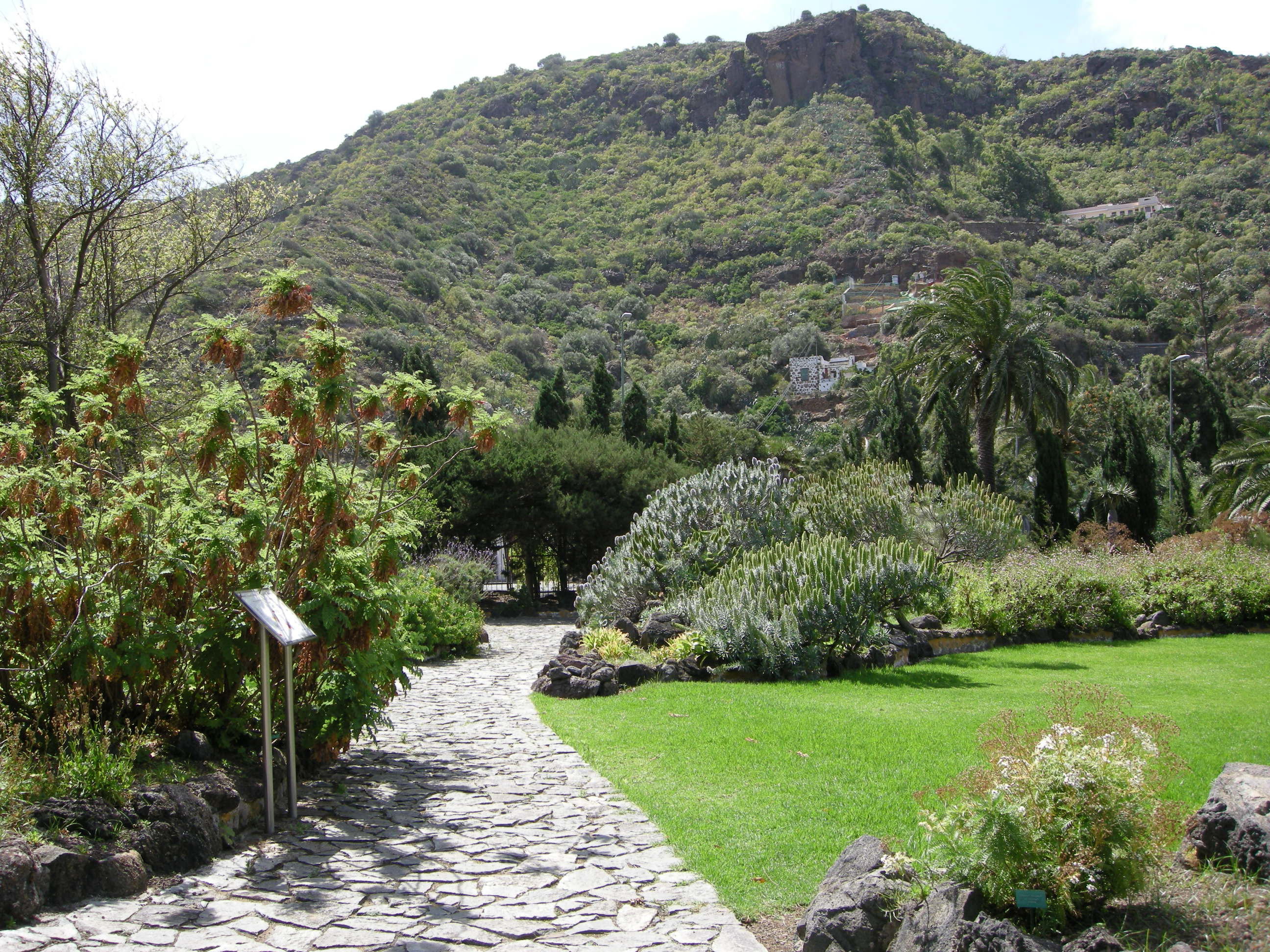
Ogród botaniczny Jardín Botánico Canario Viera y Clavijo
Plaża Las Canteras
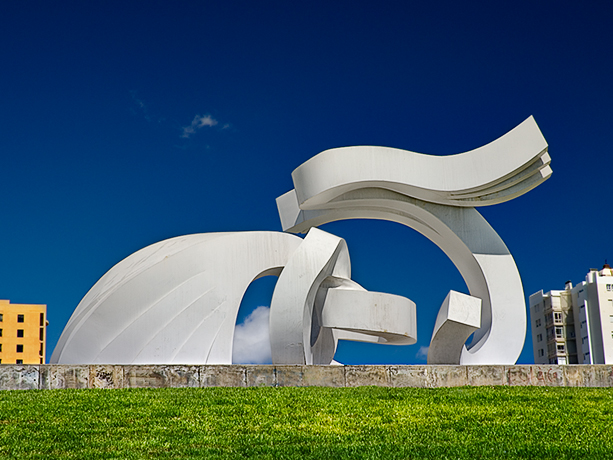
rzeźba Lady Harimaguada
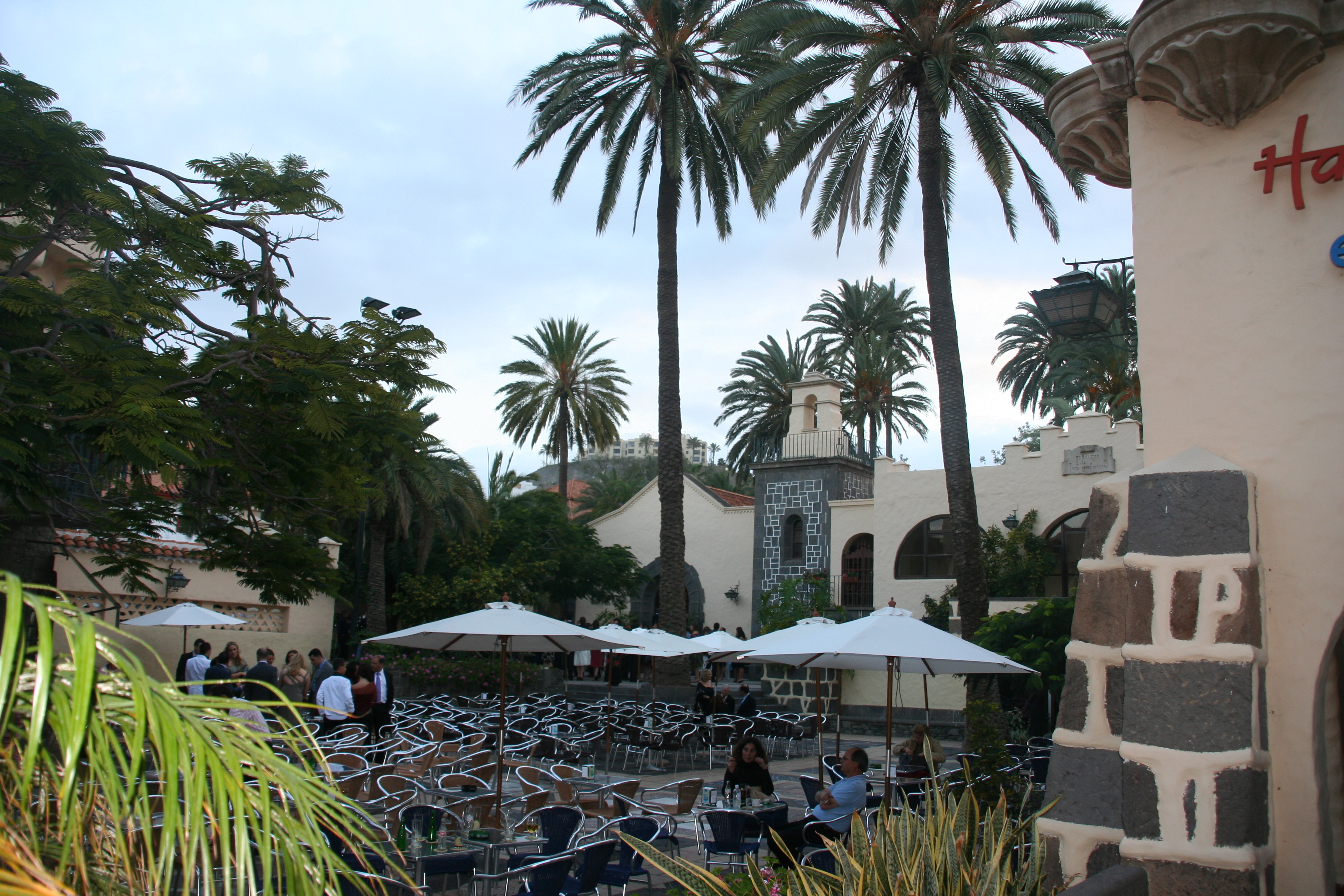
Pueblo Canario (complejo arquitectónico)(inne języki), kompleks architektoniczny składający się z grupy domów inspirowanych tradycyjną architekturą kanaryjską
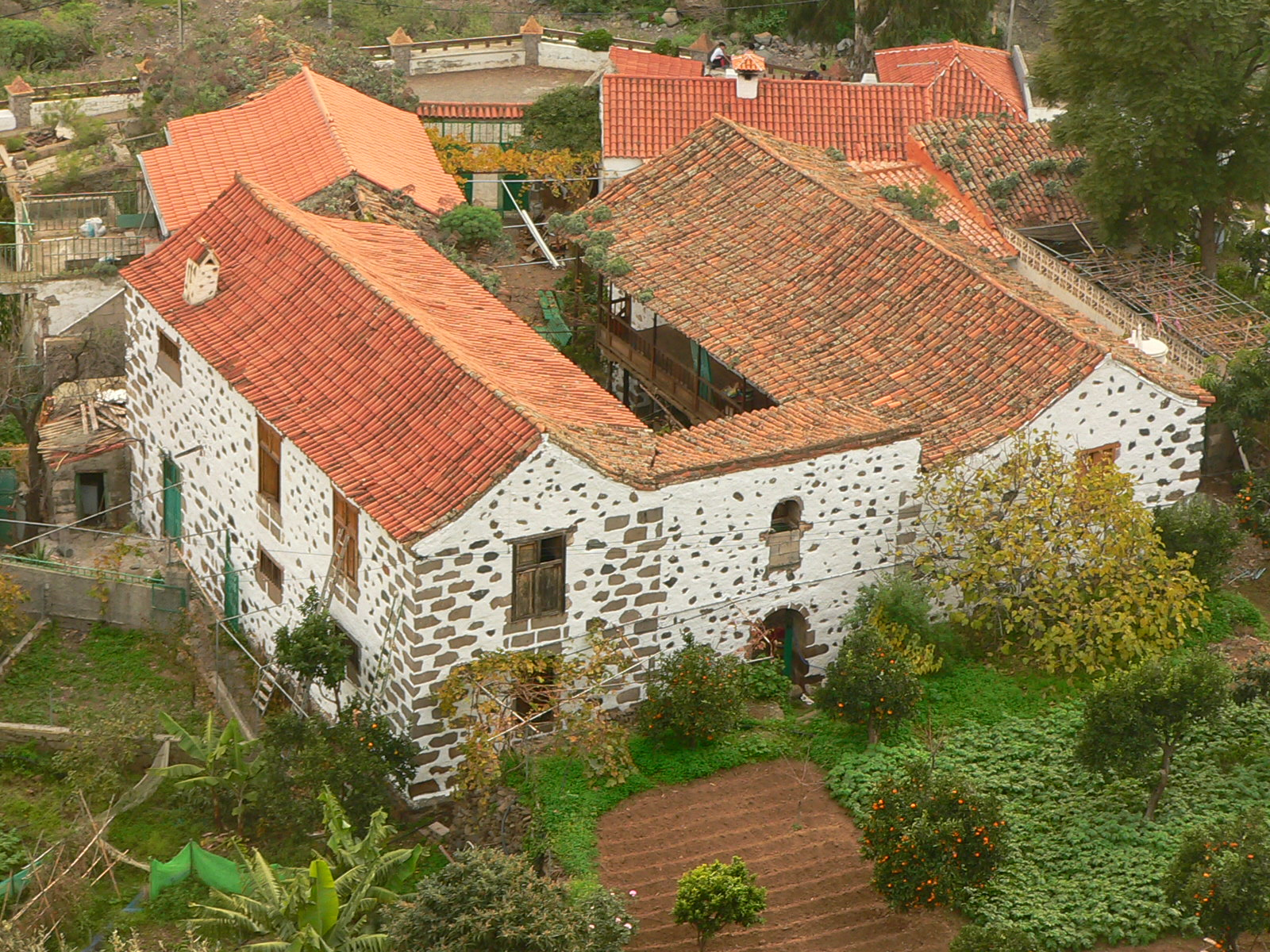
Koszary Colmenar(inne języki) (Cuartel de Colmenar), koszary zbudowane w 1530 roku
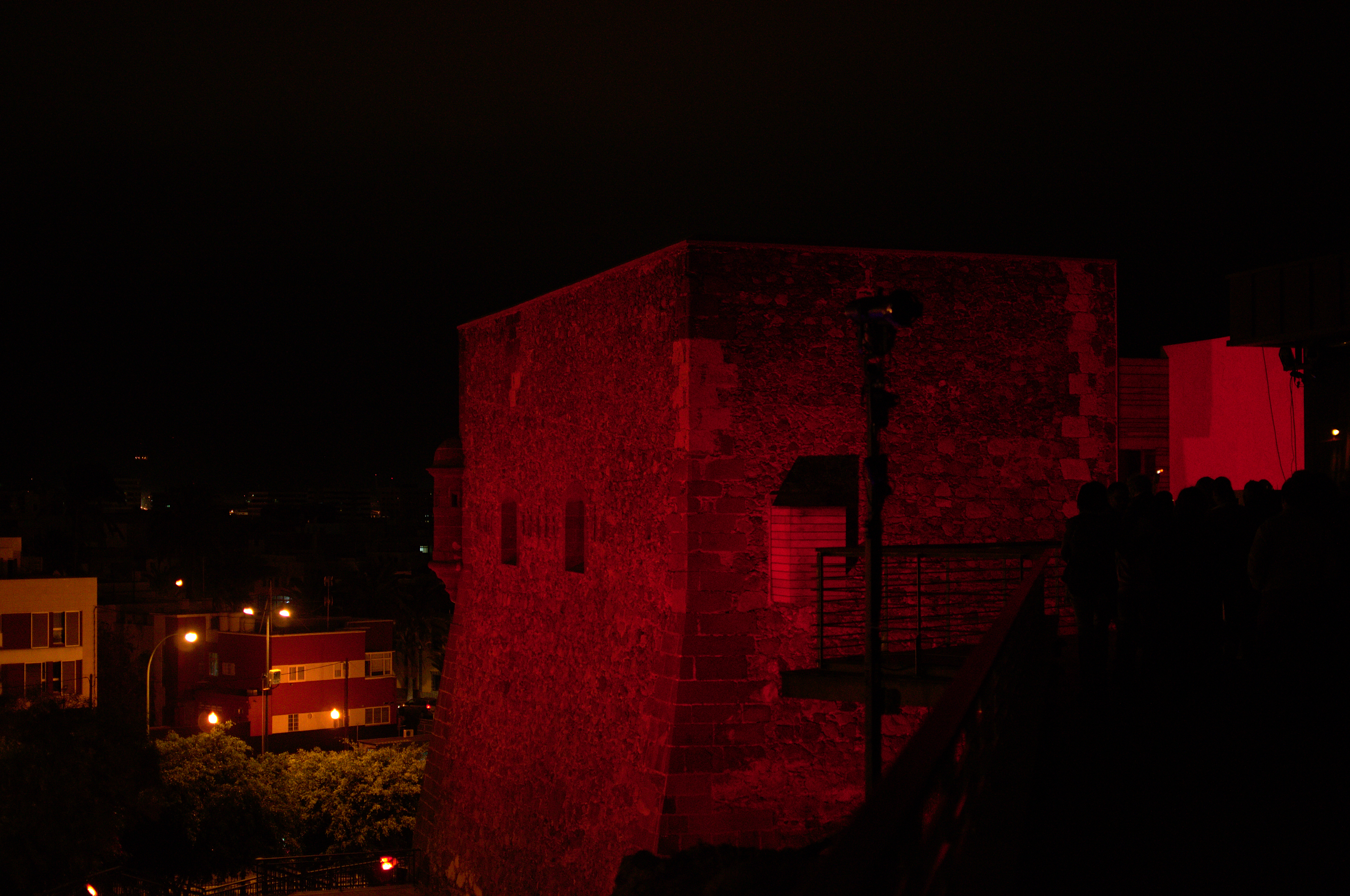
Castillo de Mata(inne języki) z 1577 roku
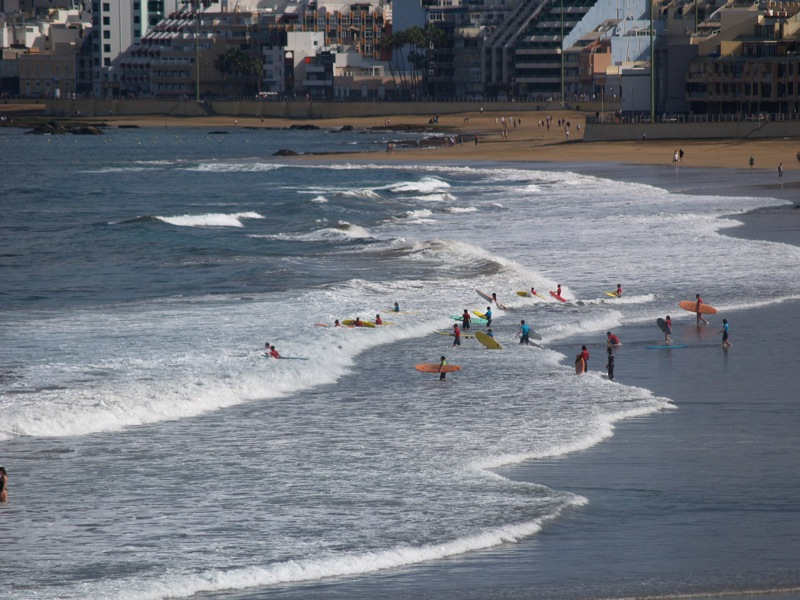
Surferzy obok plaży Las Canteras

Inne
- Torreón de Gando(inne języki), zabytkowe fortyfikacje, obecnie siedziba Muzeum Aeronautyki Wysp Kanaryjskich

## Transport
Las Palmas de Gran Canaria posiada rozległą sieć komunikacyjną.
Las Palmas ma dostęp do kilku autostrad, główna GC-1 łącząca miasto z całym wschodnim i południowym wybrzeżem wyspy oraz GC-2, GC-3 oraz GC-23.
Guaguas Municipales to miejska firma transportowa oferująca 40 linii autobusów, które okrążają miasto wzdłuż i wszerz. Główne linie autobusowe to: 1 (Teatro – Puerto), 2 (Alameda de Colon – Puerto), 12 (Puerto – Hoya de la Plata), 30: Alameda de Colón – Santa Catalina, 17 (Teatro – El Rincón/Auditorio Alfredo Kraus), 25 (El Rincón – Campus Universitario/Tafira). www.guaguas.com
Transport pomiędzy miastami oferowany jest przez sieć autobusów Global – www.globalsu.es
Istnieje też Guagua Turística, autobus który za 15 € okrąży dla nas miasto, odwiedzając najciekawsze miejsca z wielojęzycznym przewodnikiem. Bilet ważny jest przez cały dzień, bądź 4 € jedno okrążenie dla Rezydentów Wysp Kanaryjskich.
Jako alternatywa dla autobusów funkcjonują tam taksówki, które należą do najtańszych w Europie.
Port lotniczy Gran Canaria jest piątym co do wielkości portem lotniczym Hiszpanii, w 2015 roku obsłużył 10 627 182 pasażerów.
Głównym portem morskim Wysp kanaryjskich jest położony w mieście port Las Palmas.
Planowana jest budowa linii kolejowej TGC, która ma połączyć miasto - poprzez wschodnie (najbardziej zurbanizowane) wybrzeże wyspy z południem wyspy.

## Sport
W tym mieście funkcjonuje klub piłkarski UD Las Palmas. Występuje na największym stadionie Wysp Kanaryjskich: Estadio Gran Canaria o pojemności 32 400 widzów. Funkcjonuje tutaj również CB Gran Canaria, klub koszykówki występujący w najwyższej hiszpańskiej lidze ACB. Swoje mecze rozgrywa w hali sportowo-widowiskowej Gran Canaria Arena o pojemności 11 500 widzów, największej hali sportowo-widowiskowej Wysp Kanaryjskich. Inną halą sportową jest Centro Insular de Deportes o pojemności 5200 widzów. Ponadto funkcjonuje tutaj klub futsalowy Gran Canaria FS i żeński klub koszykarski CB Islas Canarias. Real Club Náutico de Gran Canaria to jacht-klub założony w 1908 roku.
Co roku odbywa się tutaj Gran Canaria Maratón oraz w okolicy – Rajd Wysp Kanaryjskich.

## Zobacz też

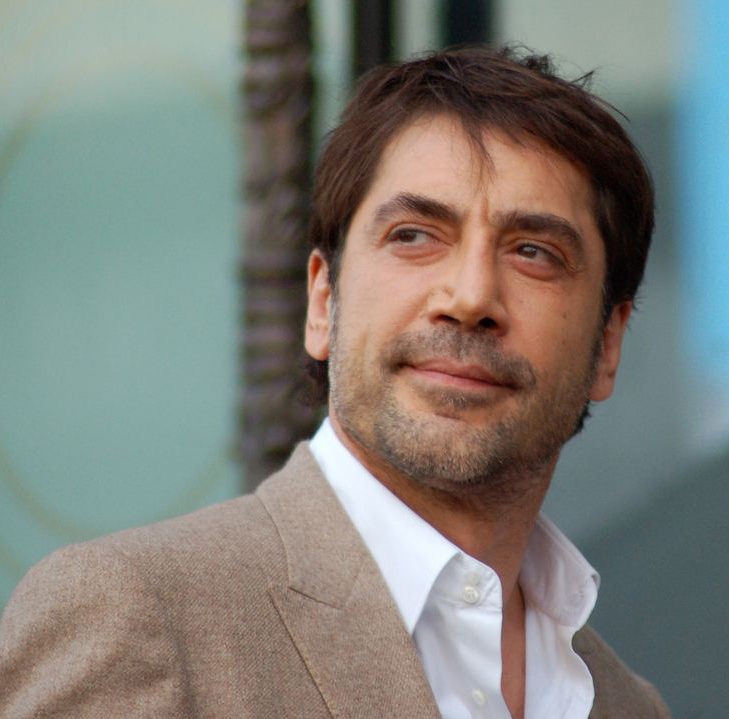
Javier Bardem, hiszpański aktor urodzony w Las Palmas, zdobywca Oscara

## Miasta partnerskie
- San Antonio, Stany Zjednoczone
- Kadyks, Hiszpania
- Móstoles, Hiszpania
- Salamanka, Hiszpania
- Altagracia de Orituco, Wenezuela